# Октавіан Беллу
Октавіан Йоан Атанасе Беллу (румунська вимова: [oktaviˈan ˈbelu]; народився 17 лютого 1951) — нинішній керівник жіночої збірної Румунії зі спортивної гімнастики.
З перервами був головним тренером від 1990 до 2005 року і повернувся як голова національної збірної у 2010 році.
Беллу привів команду до п'яти світових і двох олімпійських титулів, а також був тренером численних золотих медалісток в особистому заліку — від 1990 року Румунія була найуспішнішою країною в жіночій спортивній гімнастиці. Тренував таких відомих гімнасток, як Лавінія Мілошовіч, Андреа Радукан, Моніка Рошу, Сімона Аманар, Джина Гогян, Кетеліна Понор, Ванда Хедерян, Сандра Ізбаша і Ларіса Йордаке. Під час перебування Беллу на посаді головного тренера, його команди здобули загалом 82 медалі: 59 світових та 23 олімпійські.
2007 року Академія світових рекордів визнала Беллу найуспішнішим тренером у світі, 16 золотих медалей Олімпійських ігор і загалом 279 медалей на чемпіонатах Європи, світу та Олімпійських іграх. У травні 2009 року Беллу введений у Міжнародний Зал слави гімнастики.

## Перші роки і кар'єра
Беллу починав спортивну кар'єру як гімнаст спортивного клубу Петролул Плоєшті і 13 років присвятив цьому спорту. Був посереднім гімнастом і мав проблеми через високий зріст. Також грав у волейбол та баскетбол і займався дайвінгом. 1974 року закінчив Інститут фізичного виховання та спорту в Бухаресті, де вивчав технічні аспекти цього виду спорту, методологію і тренування. Після закінчення університету п'ять років працював учителем фізкультури у Валя-Келугеряске. За сумісництвом тренував молодих дівчат у клубі, де раніше сам був гімнастом. У 1978—1979 роках відмовився від роботи вчителя, щоб повністю присвятити себе тренерській роботі в Петролул Плоєшті, а потім у клубі в Бакеу.

## Національна збірна 1981—2005
Беллу став тренером збірної у 1981 році після втечі подружжя Марти і Бела Каройї до США. 1990 року став головним тренером жіночої збірної, змінивши на цьому посту Адріана Гореаца. За час його роботи в місті Дева від 1990 до 2005 року національна команда виграла підряд п'ять титулів чемпіонок світу, від 1994 до 2001, і дві золоті нагороди Олімпійських ігор в командному заліку, у 2000 і 2004 роках. Гімнастки Беллу домінували на Олімпійських іграх 2004, вигравши чотири із шести золотих медалей. Під час перебування Беллу на посаді головного тренера, його команди здобули загалом 82 медалі: 59 світових та 23 олімпійські.

## Відставка і політична кар'єра
На початку 2005 року Беллу і його тренер-асистент Маріанна Бітанг покинули свої пости в збірній через медіа-скандал. У 2006 році їх найняв як консультантів з персоналу румунський Президент Траян Бесеску. Беллу також займав посади президента Національного спортивного комітету і державного секретаря у Міністерстві спорту.

## Повернення
2010 року Румунська федерації запросила Беллу і Бітанг, щоб вони допомогли підготувати національну команду до Олімпійських ігор 2012. Беллу був відновлений на посаді керівника збірної, замінивши Ніколае Формінте. На чемпіонаті Європи зі спортивної гімнастики 2013 року, який проходив у Москві, Беллу досяг позначки 300 медалей загалом на чемпіонатах Європи, світу та Олімпійських іграх.

## Особисте життя
Беллу має одну доньку, Йоланду, 1978 року народження, від своєї першої дружини, Камелії, медсестри. У 2008—2009 роках, він одружився з Бітанг, своєю тренеркою-асистенткою.